# 우크라이나의 러시아어
우크라이나의 법적 국어는 우크라이나어이나, 다양한 분야에서 러시아어가 광범위하게 쓰이고 있다.
우크라이나의 러시아어 사용 인구는 유럽에서 국가가 인정하지 않는 언어 집단 가운데 가장 큰 규모를 차지하고 있으며, 우크라이나의 러시아어 사용 인구는 국외에 거주 중인 러시아어 사용자 가운데 가장 규모가 큰 러시아어 공동체이다. 이는 블라디미르 푸틴 러시아 대통령이 우크라이나 정부의 러시아어 사용금지와 러시아어 이용자에 대한 탄압을 이유로 들며 러시아의 우크라이나 침공을 개시한 배경과 같다.
하지만 정책적으로 탈러시아화 정책을 진행하면서 러시아와는 구별된 정체성을 형성해야 한다는 과제가 있기 때문에, 우크라이나의 러시아어 관련 정책은 국가성의 문제를 지니고 있다. 우크라이나어는 러시아어로의 언어적 동화가 광범위하게 진행되었기 때문에, 우크라이나어가 국가 공식 언어로서 제대로 기능하게끔 함으로써 정치적 독립성 뿐만 아니라 문화성 정체성을 확립하는 것이 중요하기 때문이다.

## 역사
12세기부터 카르파티아 지방은 헝가리 왕국에게 복속되고 볼린은 리투아니아 대공국에게, 갈라치아는 폴란드 왕국에, 부코비나는 14세기 오스만 제국의 지배하에 있던 모스크바 대공국에 의해 복속된다. 1569년 루블린 조약에 따라 우크라이나 지역은 폴란드-리투아니아 공국의 영지로 귀속되었다. 우크라이나, 벨라루스는 이 시기로 하여 종교적, 문화적으로 러시아와 다른 폴란드의 영향을 받게 된다.
우크라이나는 서부 지역은 리투아니아, 폴란드, 오스트리아-헝가리 제국의 지배를 받은 반면, 동부 지역은 러시아 지배를 받았다. 러시아 제국의 통치 하에서 우크라이나 민족주의를 탄압하고 소러시아주의가 확산한 것은 동부 우크라이나에서 러시아어가 사용되게 된 배경이 되었다. 키예프의 출판 산업은 새로운 출판이 금지되면서 쇠퇴했다.
1991년 소련이 붕괴하면서 러시아는 러시아인과 러시아어 사용자의 지위가 우크라이나 동화와 러시아어 축소 및 금지에 의해 축소되고 하락하였다는 주장을 지속적으로 제기해왔다.

## 정치
우크라이나어를 주로 사용하는 서부와 러시아어를 주로 사용하는 동남부의 지역별 언어는 지역별 정치적 성향과 일치하지 않는다는 점에서 러시아와의 재통합을 요구하는 것과 러시아어를 공식 언어로 인정받고자 요구하는 것은 다른 차원의 문제이다.
우크라이나와 러시아는 우크라이나 동남부의 러시아인 디아스포라의 정체성에 관해서 상반된 입장을 갖고 있다. 러시아가 주장하는 우크라이나 침공의 가장 큰 명분 중 하나는 박해받는 러시아어 사용 주민의 해방인데,
러시아 급진 민족주의자들은 우크라이나가 우크라이나어를 모국어로 사용하는 친서방의 서부와 러시아어를 주로 사용하는 동남부로 나뉜다고 본다. 이들은 동남부가 역사적 착오에 의해 우크라이나의 땅이 되었다고 보며 우크라이나 나치으로부터 우크라이나 내 러시아인들이 해방되기를 원하고 있다고 주장한다.

## 통계
우크라이나 인구총조사는 우크라이나어와 러시아어를 배타적으로 선택하도록 구성되어있다. 키이우 국제사회학 연구소의 발레리 흐멜코는 18세 이상 17만 3천 명을 대상으로 하여 2000년부터 2003년까지 실시한 설문 조사를 2004년에 발표하였다. 흐멜코는 우크라이나어와 러시아어 모두를 모어로 여기는 응답자를 제외할 때만 러시아어를 모어로 생각하는 응답자의 수가 일치하므로, 두 언어 중 한 언어만을 선택해야 하는 상황에서 응답자들의 무의식적 가치 판단이 개입되어 더 모어스러운 것을 골랐을 것이라고 보았다.
또한 흐멜코는 일반적으로 가족 구성원들이 두 개 이상의 언어를 사용할 가능성이 있음에도, 인구총조사가 모국어가 무엇인지에 관한 질문과 그에 대한 답변에 기반하여 응답자를 식별하므로써 두 개 이상의 언어를 모국어로 사용하고 있을 가능성을 배제하고 있다고 보았다.
흐로마즈카 둠카의 설문 조사도 이중 언어 구사자를 배제하지 않고 있다.

## 참고 문헌
- 정영주 (2014년 6월). “우크라이나 내 러시아어의 사용 현황과 지위에 관한 연구”. 《노어노문학》 (한국노어노문학회) 26 (2): 55-82. (구독 필요).
- 우준모 (2011년 1월). “우크라이나의 국가성 모색”. 《동서연구》 (연세대학교 출판부) 23 (1).
- 정경택 (2023년 2월). “러시아의 우크라이나 침공과 언어 문제”. 《러시아어문학연구논집》 (한국러시아문학회) 80: 185-206. (구독 필요).
- Хмелько, Валерій Євгенович (2004). Лінгво-етнічна структура України: регіональні особливості й тенденції змін за роки незалежності (PDF) (보고서). KIMC. 1-4쪽. 2024년 3월 18일에 확인함.

## 같이 보기
- 우크라이나의 언어